# Glossophaga longirostris
Glossophaga longirostris är en däggdjursart som beskrevs av Miller 1898. Glossophaga longirostris ingår i släktet Glossophaga, och familjen bladnäsor. IUCN kategoriserar arten globalt som otillräckligt studerad.

## Utbredning
Glossophaga longirostris är en centralamerikansk och sydamerikansk art som förekommer i Colombia, Venezuela, norra Brasilien, Guyana, Trinidad och Tobago, Grenada, St Vincent, Curaçao, Bonaire och Aruba (Simmons, 2005). Den förekommer på upp till 2250 meters höjd över havet.

## Utseende
Arten når en kroppslängd av 52 till 80 mm (huvud och bål) och en svanslängd av 4 till 18 mm. Honor är med en genomsnittlig vikt av 12,8 g något lättare än hanar som väger cirka 13,3 g. Hanar har även längre hörntänder. Tandformeln är I 2/2 C 1/1 P 2/3 M 3/3, alltså 34 tänder. Liksom andra medlemmar av släktet har Glossophaga longirostris en lång tunga med borstiga papiller på spetsen. Pälsen bildas av tvåfärgade hår. De är ljus vid roten och mörk vid spetsen. Pälsfärgen på ovansidan är brun till mörk gråbrun och undersidan är hasselnötsbrun till mörk gulbrun.

## Ekologi
Denna fladdermus fördrar torra habitat som savanner, gräsmarker, buskskogar och torra skogar men den besöker även regnskogar. Individerna vilar vanligen i grottor och i trädens håligheter. De kan även sova i konstruktioner som skapades av människor som byggnader, tunnlar och vägtrummor. Vid viloplatsen bildas utanför parningstiden mindre flockar med upp till 20 medlemmar. Honor lever under tiden där ungarna föds i större kolonier som är skilda från hanarna och som kan ha några hundra medlemmar. Efter föda letar varje individ ensam och den försvarar utvalda växter mot artfränder.
Glossophaga longirostris är aktiv mellan skymningen och gryningen. Den äter nektar, pollen och frukter, till exempel av kaktusväxter. Arten kan sväva framför en blomma och den är viktig för pollinationen. Dessutom äts några insekter.
Fortplantningen är allmänt kopplad till regntider och honor kan ha tre kullar per år. Dräktigheten varar cirka tre månader och sedan föds en enda unge.

## Underarter
Sju underarter finns listade: 
- G. longirostris campestris
- G. longirostris elongate
- G. longirostris longirostris
- G. longirostris major
- G. longirostris maricelae
- G. longirostris reclusa
- G. longirostris rostrata